# شهرستان اولیانوفسکی (استان کالوگا)
شهرستان اولیانوفسکی (به لاتین: Ulyanovsky District) یک شهرستان در روسیه است که در استان کالوگا واقع شده‌است.